# Teucholabis nocturna
Teucholabis nocturna är en tvåvingeart som beskrevs av Alexander 1941. Teucholabis nocturna ingår i släktet Teucholabis och familjen småharkrankar.
Artens utbredningsområde är Venezuela. Inga underarter finns listade i Catalogue of Life.